# Al-Mazyuna
Koordinaten: 17° 51′ N, 52° 37′ O
Al-Mazyuna (arabisch المزيونة, DMG al-Mazyūna; bisweilen auch al Mazuynah oder al-Mazyouna) ist ein Dorf und ein Verwaltungsbezirk (Wilaya) im Gouvernement Dhofar im südwestlichen Oman.
Al-Mazyuna war früher lediglich ein Niyaba (arab. Weiler). Am 6. März 2006 wurde es durch königliche Verordnung Nr. 13/2006 zum Wilaya erhoben. Seit 1999 beherbergt die Ansiedlung eine Freihandelszone, die vor allem den Handel mit dem südlichen Nachbarn Jemen ankurbeln soll.

## Geographie/Lage/Verkehrsverbindungen
Die Freihandelszone liegt ca. 4 km von der jemenitischen Grenze (internationaler Grenzübergang) und 14 km von dem Dorf Shahn (Jemen) entfernt.

## Sehenswürdigkeiten
Zu den Hauptsehenswürdigkeiten von al-Mazyuna zählt die Ruinenstadt Hanoun, die aus vorislamischer Zeit stammt. Außerdem finden sich im Verwaltungsbezirk alte Inschriften, die Oase von al-Schisr, Wadis, die bis in das Herz des Wüsten-Wadis Andhour hinreichen und Spuren früher menschlicher Besiedlung. Das Wadi-Dauka-Schutzgebiet zählt zum UNESCO-Welterbe. Der Wadi ist Teil der alten Weihrauchstraße und dort wachsen ebenfalls die Nadschdi-Weihrauchbäume.

## Demographie
Die Bevölkerung des Verwaltungsbezirks al-Mazyuna wurde 2007 erstmals im Bevölkerungsbericht des Statistischen Jahrbuchs ausgewiesen und wuchs seit 2006 jährlich um durchschnittlich 3,9 %, wobei der CAGR 2006–2008 des Inländeranteils um 2,3 % und der CAGR des Ausländeranteils weitaus stärker um 13,8 % anstieg. Die Zahlen im Einzelnen:
| Wilaya al-Mazyuna | 2010   | 2009   | 2008   | 2007   | 2006   | 2005 | 2004 | 2003 |
| ----------------- | ------ | ------ | ------ | ------ | ------ | ---- | ---- | ---- |
| Gesamtbevölkerung | 8039   | 5595   | 5244   | 5070   | 4862   | -    | -    | -    |
| davon Inländer    | 7127   | 4558   | 4439   | 4334   | 4.240  | -    | -    | -    |
| davon Ausländer   | 912    | 1037   | 805    | 736    | 622    | -    | -    | -    |
| Ausländerquote    | 11,3 % | 18,5 % | 15,4 % | 14,5 % | 12,8 % | -    | -    | -    |